# 마코마나이역
마코마나이역(일본어: 真駒内駅, まこまないえき)은 일본 홋카이도 삿포로시 미나미구에 위치한 삿포로 시영 지하철의 역이다. 역 번호는 N16이다.
1971년에 개업하고 지금도 난보쿠 선 남쪽의 종착역 역할을 하고 있다.
1920년부터 1969년까지, 본 역의 이북에 조잔케이 철도(현, 조테쓰)의 마코마나이 역이 있었다.

## 역 구조
1면 2선 섬식 승강장의 고가역이다. 역사는 남북으로 길게 뻗어 있다. 2층에는 승강장이 있고 1층에는 매표기・북쪽 개찰구・남쪽 개찰구가 있으며, 홋카이도 키요스크 운영의 매점과 세븐 일레븐・정기권 판매소・버스 정류장이 설치되어 있다. 개업 당시 개찰구는 1개뿐이었지만, 1996년 ~ 1999년에 대규모 개량 공사를 치르는데 승강장을 남쪽으로 높여서 남쪽 개찰구가 완성되었다. 원래 존재했던 개찰구는 북쪽 개찰구로 매점이나 매표소, 화장실 등도 이전하였고 남쪽에도 버스 대합실이 설치되었다. 난보쿠 선의 역에서는 유일하게 표 파는 곳과 개찰구에 발차표가 있다.
승강장과 개찰구 사이에는 엘리베이터가 설치되어 있으며, 난보쿠 선의 지상역에서는 유일하게 상하 양방향의 에스컬레이터가 설치되어 있다(남쪽 개찰구). 역 입구가 서쪽에만 설치되어 있다.
개업 당초에는 2012년 6월 3일까지 아사부 역처럼 도착한 열차가 회송 열차가 되고 남쪽의 유치선에는 2번 플랫폼에 들어갔었다. 마코마나이 역 개량 공사 기간(1996년 11월 1일)을 계기로 2005년 6월 30일까지는 아사부의 전철기에서 빈 승강장을 밟으면서 인터넷 상에서 접는 방식으로 변경되었다. 2005년 7월 1일부터 2006년 11월 30일까지는 아사부
방면의 전철기 공사 때문에 본 역 남쪽의 유치선으로 되돌아갔었다. 2006년 12월 1일부터는 다시 아사부 방면의 전철기에서 빈 승강장에 들어갔다가 플랫폼 상에서 회차 운전을 하고 있다.

### 타는 곳
| 1・2 | 난보쿠 선 | 오도리・삿포로・아사부 방면 |

## 이용 현황
삿포로 시 교통국의 조사에 따르면 2015년도 1일 평균 승차 인원은 13,876명이다. 이는 난보쿠 선에서 삿포로역, 오도리 역, 아사부 역, 스스키노 역 다음으로 이용객이 5번째로 많다.
최근 1일 평균 승차 인원의 추이는 다음과 같다.
| 연도 | 1일 평균 승차 인원 |
| ---- | ------------------ |
| 2008 | 15,337             |
| 2009 | 14,627             |
| 2010 | 14,358             |
| 2011 | 14,470             |
| 2012 | 14,505             |
| 2013 | 14,591             |
| 2014 | 14,305             |
| 2015 | 13,876             |

## 역 주변
역의 동쪽으로는 남북으로 뻗어 있는 언덕이 있고 인가는 없다. 남쪽에는 성토 위에 콘크리트로 덮인 유치선이 있고 그 앞에는 조잔케이 철도선의 폐선 자취가 도로변의 길고 숲을 이루면서 뻗어 있다.
역 서쪽은 주택지에서 지하철의 쉘터에 붙도록 단지군(올림픽 단지)이 형성되고 있다. 주변의 마코마나이 강 우안의 평지 외, 좌안의 언덕 위까지도 주택지가 조성되어 있다. 마코마나이 공원은 1972년에 삿포로 올림픽의 메인 회장이 되었다. 상업 시설 규제가 어려운 지역이므로 역 주변에 뚜렷한 상업 시설은 적어서 큰 상업 시설은 이 곳에서 버스로 10분 정도의 거리에 올림픽 대교 주변에 집중되어 있다.
- 국도 제453호선
- 뮤 크리스털 - 마코마나이 역에서 도보 4분. 마코마나이 지구의 유일한 대형 쇼핑몰 상업 시설.
- 삿포로 시 미나미 구청
- 미나미 경찰서 마코마나이 단지 파출소
- 삿포로미나미 우체국
- 호쿠요 은행 마코마나이추오 지점
- 홋카이도 은행 마코마나이 지점
- 마코마나이 공원 (역에서 약 1km)
- 에드윈 던 기념관

## 역사
- 1971년 12월 16일: 기타24조 ~ 마코마나이 역간 개통에 따라 영업 개시.
- 2013년 3월 2일: 스크린도어 사용 개시[1].

## 사진

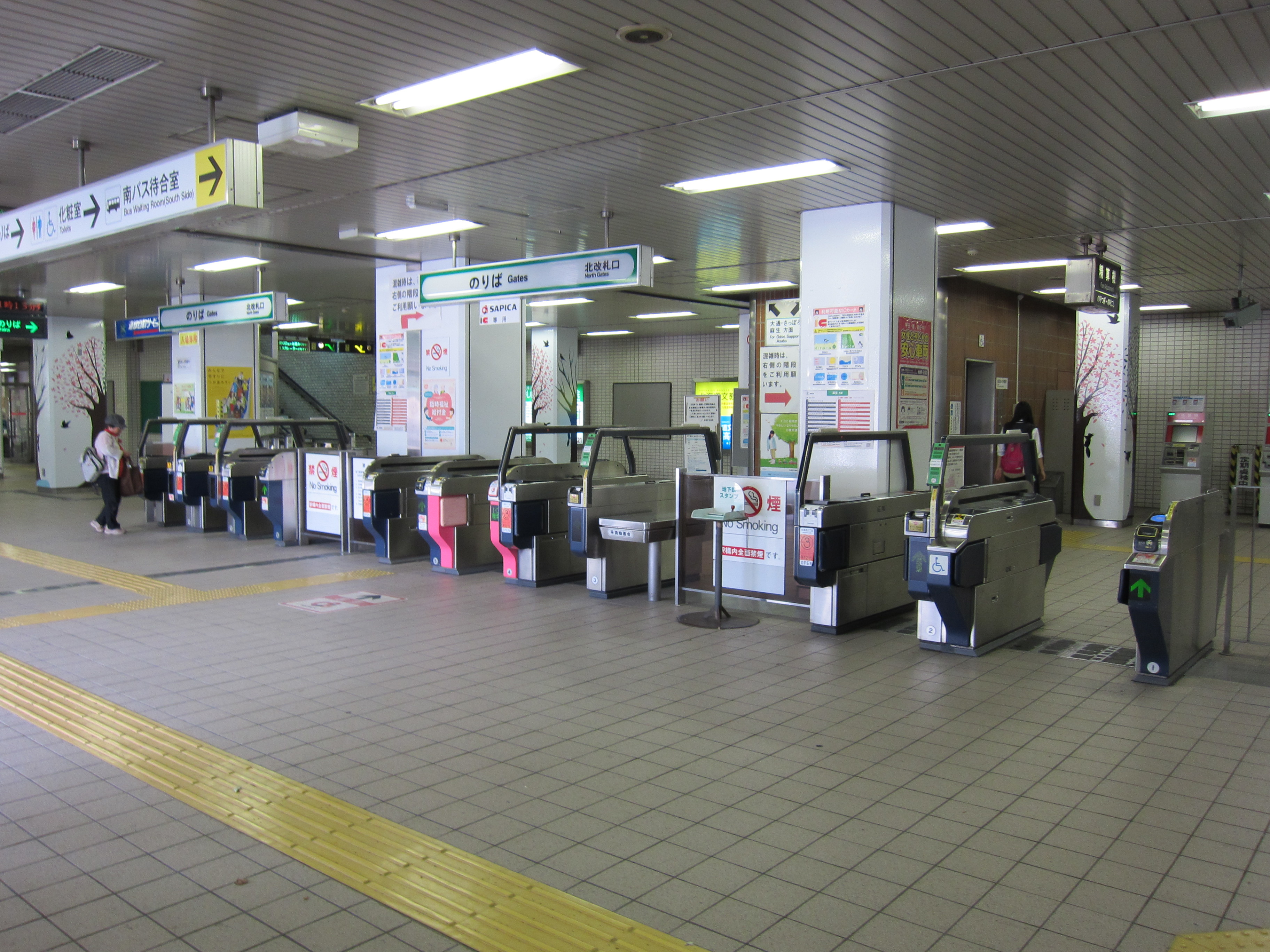
개찰구
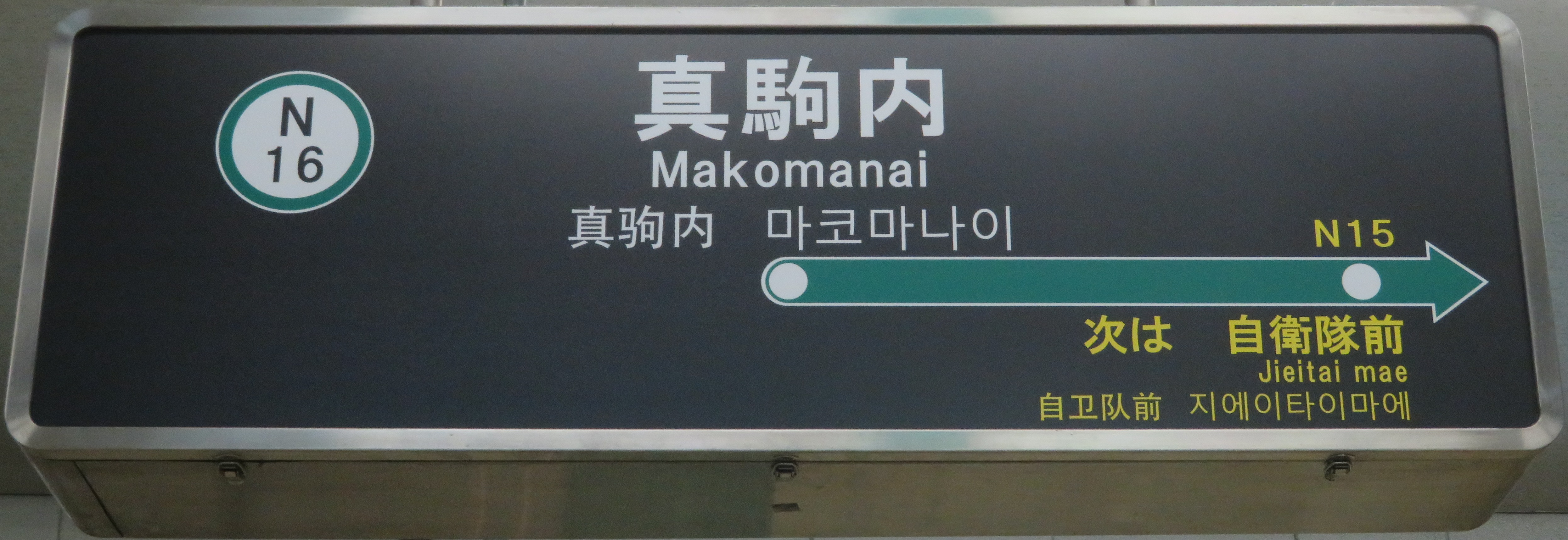
역명판

## 인접역
| 삿포로 시 교통국 지하철 난보쿠 선 | 삿포로 시 교통국 지하철 난보쿠 선 | 삿포로 시 교통국 지하철 난보쿠 선 |
| --------------------------------- | --------------------------------- | --------------------------------- |
| N15 지에이타이마에 아사부 방면    | ● 난보쿠 선                       | 시·종착역                         |